# Melina Lezcano
Melina Brizuela (Buenos Aires, 7 de noviembre de 1988) es una actriz, cantante, modelo y presentadora argentina. Es reconocida por ser vocalista de la banda de cumbia pop Agapornis, de la cual formó parte desde 2013 hasta 2022.

## Biografía
Nacida como Melina Lezcano el 7 de noviembre de 1988 en Buenos Aires, producto de una relación entre su madre Mabel Brosulo y su padre biológico Adrián Lezcano, quién la abandonó cuando tenía un año y medio. Tiempo después, su madre formó pareja con Tirso Brizuela, por parte de quien tiene tres hermanas. A comienzos de 2024, Melina inició los trámites para cambiar su apellido de Lezcano a Brizuela, lo cual se legalizó en junio de ese año.

## Carrera profesional
A la edad de los 13 años, ingresó en el reality show musical Generación Pop (2003) emitido por Canal 13 y presentado por Reina Reech, del cual resultó ser una de las 8 ganadoras para formar parte de la banda Scratch 08, la cual lanzó un álbum y salió de gira por todo el país, sin embargo, la exposición mediática le pareció abrumadora, por lo cual decidió retirarse un tiempo. A la edad de 18 años, una agencia la convocó para comenzar su carrera como modelo profesional, haciendo campañas gráficas y publicidades. A partir de ahí, fue llamada para ser la notera del programa FTV Mag (2006) emitido por Fashion TV, donde también realizó la conducción durante los períodos de vacaciones de Dolores Trull y permaneció en el programa durante cuatro años.
Seguidamente, fue convocada para formar parte del staff del programa Re-creo en vos (2010) que fue televisado por Canal 13 y conducido por Emilia Attias. A su vez, fue la conductora junto a Darío Lopilato del programa musical para bandas Mixfest (2010) emitido por Boomerang. Su siguiente trabajo fue en la tira juvenil Supertorpe (2011) de Disney Channel, donde interpretó a Carolina, una de las villanas de la ficción y compartió pantalla con Candela Vetrano. En 2012, tuvo la oportunidad de formar parte del programa Todo es posible presentado por Julián Weich y emitido por Telefe, donde ofició como secretaria.
En el verano del 2013, a través de una compañera de Todo es posible, Melina se enteró de que Belén Condomi iba abandonar la banda de cumbia pop Agapornis, por lo cual, se presentó y quedó seleccionada para ser la nueva vocalista. Su primera presentación musical fue en Punta del Diablo ante 10 000 personas y desde ahí se establecieron como banda haciendo shows alrededor de toda Latinoamérica y parte del mundo. Ese año, la banda lanzó el álbum Sigue y sigue, el primero que contó con la voz de Melina y recibió el premio Carlos Gardel al Mejor Álbum Grupo Tropical en 2014, mismo galardón que repitieron en 2015 por el álbum Con vos.
En 2017, fue convocada para participar del certamen Bailando por un sueño presentado por Marcelo Tinelli, donde fue emparejada con el bailarín Joel Ledesma y luego con Maximiliano Buitrago. Sin embargo, en diciembre quedó eliminada en el duelo telefónico de la gala 14, tras obtener el 39,36 % de los votos del público contra el 42.86 % obtenido por Sol Pérez. A partir del 2018, retomó su labor como conductora de televisión cuando estuvo al frente del programa Stop and Go transmitido por Fox Sports 2. Ese mismo año, presentó el programa Al rescate para la plataforma digital eltrecetv, donde se dedicó a salvar a animales en situación de calle.
Su siguiente participación en televisión fue en el reality show Cantando por un sueño 2020, donde estuvo acompañada por Juan Pérsico, uno de sus compañeros de Agapornis y resultaron ser los primeros eliminados, luego de perder en el voto telefónico con el influencer Lizardo Ponce, quién obtuvo el 68,52 % de los votos, mientras que Lezcano y Pérsico obtuvieron el 31,48 %, convirtiéndose así en una de las eliminaciones más polémicas, ya que se trataba de dos artistas musicales profesionales. En 2021, fue convocada por el canal Quiero para conducir el programa ecológico Quiero mi mundo. En 2022 dejó de ser la cantante de Agapornis, fue reemplazada por Aldana Masset.
Luego de su salida de Agapornis, fue convocada para conducir junto a Cris Vanadía, Juani Velcoff y Martu Morales el programa Estamos en una del canal de YouTube República Z.

## Filmografía

### Televisión
| Año       | Título                           | Papel               | Notas                            |
| --------- | -------------------------------- | ------------------- | -------------------------------- |
| 2003      | Generación pop                   | Participante        | Ganadora                         |
| 2006-2010 | FTV Mag                          | Notera / Conductora |                                  |
| 2010      | Re-creo en vos                   | Asistente de juegos |                                  |
| 2010      | Mixfest                          | Conductora          |                                  |
| 2011      | Supertorpe                       | Carolina Linares    |                                  |
| 2012      | Todo es posible                  | Secretaria          |                                  |
| 2013      | Solamente vos                    | Ella misma          | Capítulo 71                      |
| 2016      | Educando a Nina                  | Ella misma          | Episodio: «El gran show de Nina» |
| 2017      | Showmatch: Bailando por un sueño | Participante        | 19.na eliminada                  |
| 2018      | Stop and Go                      | Conductora          |                                  |
| 2020      | Cantando 2020                    | Participante        | 1.ra eliminada                   |
| 2021      | Quiero mi mundo                  | Conductora          |                                  |

### Plataformas digitales
| Año       | Título         | Papel      | Plataforma  |
| --------- | -------------- | ---------- | ----------- |
| 2018-2019 | Al rescate     | Conductora | eltrecetv   |
| 2022-2023 | Estamos en una | Conductora | República Z |

### Videos musicales
| Año  | Video   | Papel     | Artista             |
| ---- | ------- | --------- | ------------------- |
| 2020 | «Puede» | Holograma | Ruggero Pasquarelli |

## Discografía
| Con Agapornis Álbumes de estudio - 2013: Sigue y sigue - 2013: Juntos - 2014: Con vos - 2014: AGP en fiesta! - 2015: De bailadeta - 2016: Baila | Con Scratch 08 Álbumes de estudio - 2003: Generación Pop |

## Premios y nominaciones
| Año  | Organización                  | Categoría       | Trabajo    | Resultado | Ref(s) |
| ---- | ----------------------------- | --------------- | ---------- | --------- | ------ |
| 2022 | Premios Martín Fierro Digital | Mejor lifestyle | Ella misma | Nominada  | [ 17 ] |